# Cattedrale di Santa Maria Assunta (Aberdeen)
La cattedrale di Santa Maria Assunta (in inglese: Cathedral Church of St Mary of the Assumption) è la chiesa cattedrale della diocesi di Aberdeen, in Scozia, suffraganea dell'arcidiocesi di Saint Andrews ed Edimburgo.

## Storia
Finita di costruire nel dicembre del 1860 in stile gotico su progetto di Alexander Ellis di Aberdeen, divenne cattedrale nel 1878, dopo che nel 1877 fu aggiunta la torre campanaria disegnata da R. G. Wilson.
Nel 1960, la chiesa fu restaurata integralmente con la semplificazione degli interni.

## Esterno
La facciata è ornata da una vetrata del 1978 di David Gulland che ritrae il martire John Ogilvie. A fianco all'ingresso laterale è posta una statua della Madonna, di Alexander Brodie.

## Interno
Subito all'ingresso si trova il fonte battesimale, messo nella posizione attuale nel 1978; dietro, il cero pasquale. Nel fondo della chiesa c'è un organo, raro esempio del lavoro di James Concaher di Huddersfield, installato nel 1887.

### Navata centrale
La navata centrale è molto larga con sei bassorilievi in fibra di vetro, tre per lato. Nei pennacchi tra gli archi vi è il lavoro di un altro artista locale, Ana Davidson, che ha dipinto scene della vita di Maria. Da destra L'annunciazione, La nascita di Cristo, La presentazione di Cristo al tempio, Le nozze di Cana, Cristo con la croce, e La discesa dello Spirito Santo su Maria e gli Apostoli.

### Presbiterio
Il presbiterio è il punto più importante della chiesa. L'altare maggiore in granito di Aberdeen fu eretto nel 1960; è spesso coperto da un tappeto di Fiona Forsyth, di Aberdeen. In un lato dell'altare vi è il leggio. Sul muro del presbiterio c'è una crocifisso in fibra di vetro che raffigura Cristo con Maria sua madre e Giovanni di Charles Blakeman di Londra. Dall'altro lato due tele dipinte (I Murali del Millennio) da Fiona Forsythe che raffigurano quella di sinistra i santi Ninian, Serf, Enoch, Drostan, Fergusto, Medan & Colin and the Macdonald Maidens in alto, in basso i santi Colomba, Devenick, Macario, Baithene, Fintan - Munnu, Kenneth & Donan, Melrubio, Adamnano e Mungo, quella di destra i santi Gerardine, Margherita di Scozia e Magno in alto, in basso Nathalan, Duthac, Gilberto di Moray e John Ogilvie.
Sotto un rosone voluto da William Stopani nel secolo scorso.
La finestra ovest vicino all'altare maggiore raffigura i quindici misteri del Rosario. Sopra quasi nascosta c'è una piccola vetrata che mostra la Colomba, simbolo dello Spirito Santo.

### Cappelle
La Lady Chapel situata sotto il campanile, nell'angolo nordest della chiesa contiene la statua di Maria in legno che è una replica della statua originale, oggi nella chiesa di Notre Dame de Finisterre a Bruxelles, molto amata dagli scozzesi.
Sulla destra del muro della cappella, quattro monumenti dedicati ai vescovi della diocesi George Hay, James Kyle, John McDonald e Colin Grant. Vi è poi un altare per monsignor William Stopani che contiene le reliquie di Stopani, McDonald e Grant e di tre Sorelle Francescane.
Nel muro nord della chiesa, tra l'altare maggiore e la Lady Chapel, vi sono le stazioni della croce, mosaici di Gabriel Loire di Chartres.
Sul lato sinistro per chi guarda vi è il Reliquiario del Santissimo Sacramento con una lampada rossa ad olio sempre accesa. Sotto è collocato un quadro che raffigura il Signore, Giudice Misericordioso di Felix McCullough di Edimburgo.
Vicino all'altare maggiore è collocata la cappella dedicata ai patroni della città che presenta un altro quadro di Felix McCullough che raffigura i santi Nicola, Machar e Clement. Nel quadro vi sono anche Sant'Andrea e Santa Margherita, patroni della Scozia.

### Organo a canne
Sulla cantoria in controfacciata si trova l'organo a canne della cattedrale. L'attuale strumento è frutto di una serie di modifiche apportate a quello originario, costruito da Conacher nel 1887, di cui l'ultima nel 1992 ad opera di A. Edmondstone. L'organo ha 30 registri e la sua consolle dispone di tre tastiere e pedaliera.

## Stanza capitolare
La stanza capitolare cui si accede da una porta blu alla destra dell'altare dei Patroni della Città è il luogo d'incontro dei canonici della cattedrale.